# NGC 1379
NGC 1379 (również PGC 13299) – galaktyka eliptyczna (E), znajdująca się w gwiazdozbiorze Pieca. Została odkryta 25 grudnia 1835 roku przez Johna Herschela. Galaktyka ta należy do gromady w Piecu.